# Strašice (ort i Tjeckien, Plzeň)
Strašice är en ort i Tjeckien.   Den ligger i regionen Plzeň, i den centrala delen av landet, 60 km sydväst om huvudstaden Prag. Strašice ligger 508 meter över havet och antalet invånare är 2 442.
Terrängen runt Strašice är kuperad söderut, men norrut är den platt.Runt Strašice är det ganska glesbefolkat, med 28 invånare per kvadratkilometer. Närmaste större samhälle är Rokycany, 11,7 km väster om Strašice. I omgivningarna runt Strašice växer i huvudsak barrskog.